# スロベニア議会
スロベニア議会（スロベニアぎかい、スロベニア語: Slovenski parlament）は、スロベニアの立法府である。

## 概要
上院に相当する国民評議会と下院に相当する国民議会の両院で構成する。